# Jeavestone
Jeavestone ist eine finnische Progressive-Rock-Band, die 1999 gegründet wurde. Das Debütalbum Mind the Soup (2005) erschien zunächst nur in Finnland, aber nach einigen erfolgreichen Konzerten in Deutschland wurde es auch dort, in Österreich und in der Schweiz veröffentlicht.

## Stil und Rezeption
Die Band bezeichnet ihren Stil als „Prog'n'Roll“. In ihrer Musik verarbeitet sie Einflüsse von Progressive-Rock-Bands wie Gentle Giant und King Crimson, greift aber auch auf den Rock der 1970er Jahre zurück. So schreibt etwa Wolfgang Kabsch:

„Die Band fräst sich (...) durch die Geschichte des Progs von Yes über Van der Graf Generator, ein wenig Pink Floyd und natürlich darf auch niemals ein wenig von den Beatles fehlen. Oftmals erinnern die Stücke ihrer Vielfalt aber vor allem in Ihrem Sound an deutsche Bands der Mittsiebziger wie Eloy, Snowball oder ähnliche.
Es werden auch Jazzrock und Folkrockteile verarbeitet und unglaublich viele unterschiedliche Ideen in kürzester Zeit verarbeitet, was das Folgen manchmal erschwert.“

## Diskografie

### EPs
- Jeavestone (2001)
- Repiphany (2013)

### Singles
- Crazy Madness / Beauty Contest (2005, Wolfgang Records)
- Plastic Landscaper (2007)
- Hot Summer Fun / Mirror Monologue (2009, Presence Records)

### Studioalben
- Mind the Soup (2005, Wolfgang Records)
- Spices, Species and Poetry Petrol (2008, Presence Records)
- 1+1=OK (2010, Presence Records)